# Destitución del juez Roberto Marquevich
La destitución del juez Roberto Marquevich, perteneciente al fuero federal de Argentina fue resuelta el 8 de junio de 2004 por el jurado de enjuiciamiento del Consejo de la Magistratura de ese país. La resolución se basó en uno solo de los cargos presentados contra el juez, fue tomada con los votos afirmativos de 9 integrantes en tanto 2 votaron por el rechazo y puso fin a la carrera judicial de quien había adquirido notoriedad cuando ordenó la detención por supuestos delitos de Ernestina Herrera de Noble, directora del diario Clarín mediante resoluciones que el tribunal calificó de arbitrarias y que fueron la causa de su destitución.

## Antecedentes
El Dr. Roberto Marquevich se había desempeñado como juez de instrucción en la década de 1980 y por un decreto del entonces presidente Carlos Menem fue puesto a cargo del juzgado federal de San Isidro que tiene competencia en un amplio territorio aledaño a la ciudad de Buenos Aires, incluida la quinta presidencial de Olivos.
En años anteriores a su destitución fue acusado de falta de independencia o de interés personal en determinadas causas. En diciembre de 1990, cuando era titular del Juzgado de Instrucción 10 de la ciudad de Buenos Aires, Marquevich tuvo a su cargo la investigación del presunto suicidio del brigadier Rodolfo Echegoyen, quien días antes había renunciado a su cargo de administrador de la Aduana. Echegoyen, que había estado investigando serias irregularidades en esa dependencia estaba enemistado con el empresario postal Alfredo Yabrán, con cuya empresa había colaborado y que había sido su mentor en dicho cargo. Sus hijos denunciaron que Marquevich había cerrado la investigación apenas dos meses después de la muerte del militar sin tomar las más elementales medidas de prueba al punto tal que no se estableció la hora de la muerte, no hubo prueba pericial sobre la trayectoria de la bala y tampoco se explicó por qué no aparecieron restos de pólvora en la mano del presunto suicida. En 2000 un juez federal resolvió que Marquevich debía ser indagado por prevaricato, mal desempeño de sus funciones y falsificación de documentos.
En 1997 Marquevich interceptó un cargamento de más de dos toneladas de cocaína en Buenos Aires, en vez de permitir una "entrega controlada" en Hamburgo, Alemania, para detener a todo la banda tal como había pedido, a través de canales informales el gobierno alemán, que se molestó por dicha actuación. Según una versión, el juez lo hizo a pedido del expresidente Carlos Menem quien buscaba dar un golpe de efecto publicitario y quedar bien con los Estados Unidos y el resultado fue que en 1999, el tribunal Oral Federal N 3 de San Martín absolvió a los pocos imputados que quedaban, anuló la causa llamada "Operativo Strawerry", y mandó investigar a Marquevich y a los policías actuantes.
En una investigación sobre ataques a la hermana del fiscal Pablo Lanusse el juez de San Isidro Conrado Bergesio había encontrado elementos que vinculaban esos ataques con el entorno del empresario postal Alfredo Yabrán. Los abogados de este recusaron a Bergesio y cuando la causa pasó a manos de Marquevich, los abogados le pidieron que no aceptara la misma porque conocía a Yabrán y la hija de uno de los abogados del empresario postal trabajaba en su juzgado. Marquevich manifestó a la Cámara Federal de San Martín que no tenía relación alguna con Yabrán pero  un análisis de las llamadas telefónicas  reveló que desde una de las empresas de Yabrán había habido veinte llamados al celular de Marquevich, que otros veinte llamados a su juzgado habían sido hechos por el jefe de la custodia del empresario y otros más al juez provinieron del teléfono de la secretaria privada de Yabrán; además, uno de los choferes de Marquevich reveló que el jefe de la custodia de Yabrán se había entrevistado al menos dos veces en privado con el juez en su despacho de San Isidro.

## La inconducta imputada al juez Marquevich
El 17 de diciembre de 2002 el juez Marquevich ordenó la detención de Ernestina Herrera de Noble que en ese momento tenía 77 años, imputándole haber incurrido en una falsedad en las partidas de nacimiento de sus dos hijos adoptivos y vinculando la adopción con la sustracción de menores durante el último gobierno de facto. Inmediatamente le denegó la excarcelación y el beneficio del arresto domiciliario pedido en razón de su edad.
Esa resolución fue dejada sin efecto por la Cámara Federal de San Martín que entendió que el juez había actuado sin “mesura” al disponer la "injusta detención" de la empresaria y que fue "mendaz" cuando negó haber brindado información a la prensa sobre el caso, como resultó de las  declaraciones del periodista español, Francesc Relea Ginés, que mencionó al juez en una entrevista, y a los periodistas Luis Majul y Horacio Verbitsky, quienes declararon haberlo consultado. La resolución dispuso además apartar a Marquevich de continuar con la investigación por considerar que era forzoso presumir que existía algún tipo de interés del mismo en el resultado de la causa aun cuando el Tribunal desconociera exactamente en qué consistía, puesto que había hecho lo impensable por continuar en el control de la misma.
A pedido del agente fiscal el Consejo de la Magistratura comenzó a investigar la conducta de Marquevich y decidió el 11 de diciembre de 2003 suspenderlo preventivamente en sus funciones y, más adelante, acusarlo ante el Tribunal de Enjuiciamiento. Según una versión publicada en la prensa, en los meses de abril y mayo de 2004 el juez habría viajado  a Santiago de Chile, vía Brasil, para buscar la ayuda del expresidente Menem que estaba residiendo en aquella ciudad, algo que  Marquevich negó.

## La resolución
El Consejo de la Magistratura, por medio de sus consejeros Jorge Yoma (senador por La Rioja por el Partido Justicialista) y Luis Pereira Duarte, representante de las asociaciones de abogados, le formularon al exmagistrado tres cargos: haber detenido a la señora Herrera de Noble en forma arbitraria; haberle denegado arbitrariamente la excarcelación, y haberle denegado el beneficio del arresto domiciliario.
Por 9 votos contra 2 el Jurado de Enjuiciamiento lo halló responsable de los dos primeros cargos y decidió removerlo  por "mal desempeño". Integraron la mayoría  los jurados Guillermo Sagues y Enrique Basla, representantes de los abogados,  Jorge Agúndez, senador por San Luis por La Unión Cívica Radical, los camaristas Horacio Billoch Caride y Sergio Dugo, y Manuel Baladrón, senador por La Pampa por el Partido Justicialista. Por el rechazo de los cargos votaron Sergio Gallia, senador por Neuquén por el partido Justicialista y el presidente del Jurado, Augusto Belluscio, vicepresidente de la Corte Suprema de Justicia.
La sentencia sostuvo que la parcialidad del juez se habría evidenciado en el hecho de haber ordenado la detención de Herrera de Noble de modo arbitrario, apartándose de las reglas del Código Procesal. El juez le imputaba el delito de haber incurrido en una falsedad en las partidas de nacimiento de sus hijos pero como el mismo había prescripto y no podía ser investigado, sin prueba alguna  vinculó la adopción  con la sustracción de menores durante el último gobierno de facto para seguir adelante con el proceso. Por otra parte, la detención y la denegación de la excarcelación resultaron decisiones manifiestamente desproporcionadas y evidenciaron que el juez ejerció sus facultades en forma irrazonable y arbitraria, pues la Sra. de Noble carecía de antecedentes penales y siempre estuvo a disposición de la Justicia. También consideraron probado que el exjuez usó términos impropios cuando le negó la excarcelación y la trató de “perversa”. En cuanto al delito que se imputó a Noble, la adopción irregular de sus dos hijos Felipe y Marcela, supuestamente apropiados en la dictadura, la sentencia del Jurado afirma que no contaba con el más mínimo dato cierto de su autoría. Todo ello evidenció falta de idoneidad técnica y moral que según el fallo justificó su remoción.

## Procesamiento posterior
En octubre de 2005  Roberto Marquevich fue procesado penalmente por considerarlo prima facie autor penalmente responsable de los delitos de falsedad ideológica, privación ilegítima de la libertad y violación de secretos en relación con la arbitraria detención de Ernestina Herrera de Noble, en diciembre de 2002. El delito de falsedad ideológica se refiere a la inserción, en un documento público, de declaraciones falsas (art. 293 del Código Penal) se imputó porque Marquevich en el expediente de recusación afirmó textualmente: “pese a las repercusiones del caso (…) evité tomar contacto con la prensa”, lo que fue desmentido por el testimonio de diversos periodistas. En esa ocasión habría incurrido en el delito de “violación de secretos por funcionario público” (artículo 157 del Código Penal), al revelar datos de las actuaciones que por ley debían quedar en secreto frente a terceros ajenos a la causa.